# Arakawa Under the Bridge
Arakawa Under the Bridge (荒川アンダー ザ ブリッジ?, Arakawa Andā za Burijji) è un manga di Hikaru Nakamura, pubblicato a partire da dicembre 2004 sulla rivista Young Gangan di Square Enix. Lo studio Shaft ha successivamente adattato la serie nell'omonimo anime andato in onda su TV Tokyo da aprile a giugno del 2010. Una seconda stagione animata chiamata Arakawa Under the Bridge x Bridge è andata in onda da ottobre a dicembre dello stesso anno.
Ne è stato tratto un dorama live action estivo in 10 puntate da 25 min l'una, mandato in onda dalla TBS nel 2011, con protagonisti Kento Hayashi, Shun Oguri e Takayuki Yamada, oltre ad un film l'anno successivo con gli stessi interpreti protagonisti.

## Trama
La storia è ambientata sulle sponde del fiume Arakawa nel quartiere omonimo di Arakawa a Tōkyō. Il giovane Kō Ichinomiya, 22 anni, è il rampollo ed erede di una ricca e importante famiglia; egli si vanta d'aver già raggiunto svariati traguardi nella vita, tutti con le proprie sole forze. Il motivo di ciò è la regola ferrea che vige nella sua famiglia: mai essere indebitati con nessuno, che si tratti di denaro o anche solo di piccoli favori.
Un giorno però Kō viene attaccato da un gruppetto di teppisti, finendo per cadere giù dal ponte nel fiume e rischiando così di annegare; viene immediatamente soccorso da una ragazza che vive sotto il ponte chiamata Nino, a cui deve dunque la vita. Rifiutandosi di essere in debito con chichessia il ragazzo cerca di trovare un modo per ripagarla il più presto possibile: Nino chiede allora di amarla e di diventare il suo fidanzato.
Kō è costretto ad accettare le condizioni del patto stipulato con Nino e ad iniziare una nuova forma d'esistenza nella quantomai bizzarra ed originale comunità di senzatetto che vive lungo le sponde del fiume Arakawa. La vita di Riku, il nome ch'è stato assegnato al ragazzo (diminutivo di Rikurūto-recluta), si svolge ora alla presenza di: a) il Capo-Sonchō, che si autodefinisce un kappa di 620 anni; b) Hoshi, che pensa d'esser una superstar di musica rock; c) Sister, un ventinovenne muscoloso vestito da suora cattolica ex mercenario di guerra ed altri assurdi e quanto mai improbabili soggetti. Nino, la ragazza che dice d'esser venusiana, infine lo nomina proprio "amante" ufficiale.

## Personaggi

I protagonisti sulla sponda del fiume

- Kō Ichinomiya (市ノ宮 行?, Ichinomiya Kō)

Doppiato da: Hiroshi Kamiya. Interpretato nel dorama da Kento Hayashi
Erede della famiglia Ichinomiya e della rispettiva compagnia. Nonostante abbia solo 22 anni e sia ancora uno studente universitario Kō ha già dimostrato notevoli capacità nel mondo degli affari, tanto da dichiarare di aver già guadagnato ben 8 milioni di yen ed aver comprato un lussuoso appartamento. Oltre alle sue abilità finanziarie sa suonare diversi strumenti musicali tra cui il violino ed è cintura nera di karate: risultò però esser quantomai impacciato quando si tratta di questioni d'amore (non ha difatti ancora mai neppure baciato una ragazza).
Sin dalla nascita Kou ha seguito con costanza la regola della famiglia sul non essere mai indebitati con nessuno (tanto che questo motto è stampato perfino sulla sua cravatta). Dopo aver rischiato di annegare nel fiume ed essere stato salvato da una ragazza di nome Nino, Kō è stato costretto a ripagare il debito con lei, diventandone il fidanzato e trasferendosi sulle rive del fiume.
 È stato soprannominato dal Capo "Recluta" (リクルート Rikurūto), ma il resto degli abitanti lo abbrevia in "Rec" (Riku). Trasferitosi al villaggio sceglie di abitare nella "villa", anziché a casa di Nino, non sapendo però che si tratta di uno spazio vuoto in cima ad uno dei piloni del ponte; ma Kō rimedierà presto trasformandolo in un confortevole appartamento. Nonostante il nuovo stile di vita egli continuerà però a vestirsi in maniera elegante ed impeccabile con camicia e cravatta.
Dietro suggerimento di Nino diventa maestro di scuola per i bambini. Prima di ricevere questo lavoro veniva chiamato "Himo" (sanguisuga/mantenuto) da Hoshi, per il fatto che vivesse a sbafo grazie a Nino.
Kō è soggetto a frequenti attacchi d'asma, se non può ripagare i debiti contratti con gli altri ed ha un sacro timore nei confronti del padre, di cui vorrebbe ricevere almeno una volta un complimento per i suoi sforzi. Col passare del tempo inizierà a sviluppare dei sentimenti profondi nei confronti di Nino. Questo lo porterà anche ad avere una forte rivalità con Hoshi. Giudica gli abitanti persone strane, assurde e prive di senso comune, anche se in alcune occasioni si ritroverà a domandarsi se non sia lui ad essere alla fin fine quello più strano di tutti.

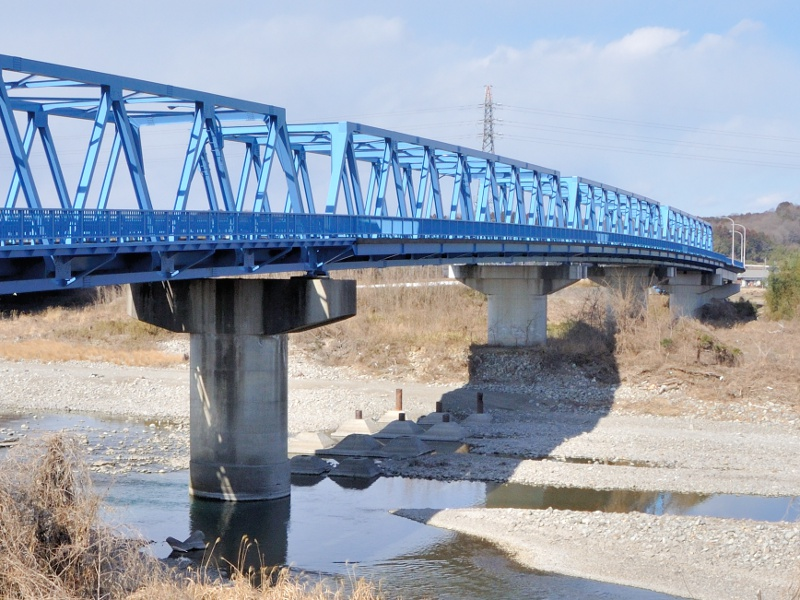
Veduta del ponte reale.

- Nino (ニノ?, Nino)

Doppiata da: Maaya Sakamoto. Interpretata nel dorama da Mirei Kiritani.
Misteriosa ragazza di Arakawa. Dichiara di essere un'aliena proveniente da Venere. Indossa sempre una tuta da ginnastica con l'etichetta "Classe 2-3" (Ni-no-san), da cui deriva il suo nome. Dopo aver salvato Kou ne diventa la ragazza, anche se non sembra aver capito troppo in cosa ciò consista. È una grande nuotatrice e può restare in apnea anche per diversi minuti. È inoltre completamente smemorata (tanto da dimenticarsi la faccia di Kō se non lo vede per qualche giorno di seguito) e soffre di sonnambulismo.
Il suo compito è quello di procurare il pesce per la comunità, che pesca direttamente dal fiume. La sua casa è costituita da cartoni con l'entrata coperta da una grossa tenda; ha un letto lussuoso coperto di velluto rosso ma poi finisce col dormire nel cassettone sotto il letto. Talvolta a causa del suo sonnambulismo si ritrova a dormire a casa di Kō. Se si spaventa o è arrabbiata si tira la maglia della tuta sopra la testa per poi arrampicarsi su un lampione, diventando ostile.
- Capo Villaggio (村長?, Sonchō)

Doppiato da: Keiji Fujiwara. Interpretato nel dorama da Shun Oguri.
Il 'sindaco' della comunità che vive presso il ponte Arakawa. Rispettato da tutti, solo lui ha l'autorità di approvare o meno un nuovo arrivato, per poi affibbiargli un nuovo nome. Dice ed insiste di essere un kappa di 620 anni, anche se è evidente che si tratti solo di un uomo che indossa un costume, come si può vedere dalla zip sulla schiena (solo Kō sembra farci caso però). Ha l'abilità di allungare o ritrarre i capelli.
Tiene molto al benessere dei suoi cittadini, e talvolta dimostra anche un'imprevedibile saggezza. Agisce come guardiano di Nino, proteggendola e sembra essere a conoscenza del suo passato e della sua vera identità. Dietro il costume sembra nascondersi un uomo ricco e potente, tanto da superare l'autorità del padre di Kou e impedirgli di costruire sulle rive del fiume.
- Hoshi (星?, Hoshi)

Doppiato da: Tomokazu Sugita. Interpretato nel dorama da Takayuki Yamada.
Cantante di 24 anni, si considera una superstar e strimpella spesso una chitarra elettrica che porta sempre a tracolla. Il suo nome deriva dalla maschera a forma di stella (Hoshi in giapponese) che indossa: sotto a quella ne indossa poi un'altra a forma di luna. Quando è depresso comincia a considerarsi "stella marina".
Accanito fumatore, vive in una roulotte parcheggiata sulla sponda del fiume e tiene regolarmente dei concerti nel villaggio, anche se i testi delle sue canzoni sono bizzarri e largamente incomprensibili. Il suo compito è quello di fornire l'intrattenimento musicale in occasione degli eventi speciali. È innamorato di Nino ed è geloso di Kou (che considera suo rivale) per via della relazione che questi ha instaurato con la ragazza.
Quattro anni prima era un cantante famoso, le cui canzoni erano regolarmente dei successi. I suoi lavori venivano però scartati, obbligando Hoshi a suonare opere realizzate da altri, cosa che lo deprimeva. Fu così che arrivando sul fiume incontrò e si innamorò di Nino, che apprezzava invece le sue opere e prese la decisione di abbandonare la sua carriera da professionista.
- Sister (シスター?, Shisutā)

Doppiato da: Takehito Koyasu. Interpretato nel dorama da Yū Shirota.
Uomo alto e robusto di 29 anni, travestito da suora cattolica (ma al collo porta invece una croce ortodossa). Di origine britannica, è un esperto ex-soldato veterano di guerra. Ha una vistosa cicatrice sulla guancia destra. Ogni domenica tiene la messa nella chiesa del villaggio, dalla durata di pochi secondi e usando armi da fuoco, al termine della quale ogni partecipante riceve un sacchetto di biscotti fatti in casa da lui, apprezzati da tutto il villaggio.
Anche se ha smesso di essere un soldato continua a pensare in termini militari: porta sempre con sé una pistola, ha il grilletto facile, sotto la veste da suora indossa la divisa mimetica, ha disseminato la zona di trappole e pensa con strategie di guerra. È innamorato di Maria, contro cui si era scontrato sull'ultimo campo di battaglia, perdendo. I suoi insulti sono l'unica cosa in grado di ferirlo psicologicamente e di riaprire la cicatrice sulla guancia. È in grado di riconoscere le bugie.
- Shiro (シロ?, Shiro)

Doppiato da: Hōchū Ōtsuka. Interpretato nel dorama da Toru Tezuka.
Uomo di mezz'età che vive sulle sponde del fiume. Ha l'ossessione di dover camminare sempre sulle linee bianche (altrimenti crede che sarà costretto a sposare una cornish bianca) e per questo si porta sempre con sé un traccialinee, così da poter sempre camminare su qualcosa di bianco. Il suo vero nome è Toru Shirai: prima di abitare ad Arakawa era un impiegato presso una grande azienda. Da 6 anni non incontra più la moglie (che comprende la sua ossessione) e la figlia, con cui si mantiene in contatto tramite lettera. Non ha un lavoro per il villaggio.
Solitamente gentile e cordiale con tutti, dimostra di essere una persona competitiva: si allena per tutto l'anno in occasione dell'annuale corsa del villaggio, perché è l'unico momento in cui può mettersi in mostra. È incredibilmente veloce e viene fatto intuire che potrebbe essere la persona più forte del villaggio: durante il torneo di sumo Sister, Maria e il Capo, tutti esperti combattenti, si ritirano a causa sua. Il suo nome significa letteralmente "bianco".
- Metal Brothers (鉄人兄弟?, Tetsujin Kyōdai)

Doppiati da: Ryoko Shintani e Yūko Sanpei.
I loro nomi sono Tetsuo (鉄雄?) and Tetsuro (鉄郎?). Sono una coppia di gemelli che indossano divise alla marinara e elmetti di ferro. Affermano di essere esper dotati di poteri psichici e di essere scappati da un laboratorio militare dove venivano fatti esperimenti su di loro. Gli elmetti servono proprio per tenere i poteri sotto controllo e non farsi rintracciare dagli scienziati. Il loro compito è quello di occuparsi dei bagni caldi. Sono allievi della scuola di Kou.
- P-ko (P子?, Pīko)

Doppiata da: Chiaki Omigawa. Interpretata nel dorama da Natsumi Abe.
Ragazza dai capelli rossi, gestisce le coltivazioni di verdura del villaggio, attorno alle quali ha disseminato delle trappole. Imbranata e pasticciona, capace di trasformare un semplice incidente in un vero e proprio disastro. Possiede una patente per la moto ed è intenzionata a prenderne una per la macchina (così da poter fare scorte di semi durante l'inverno), con gran terrore di Kou. È innamorata del capo villaggio, anche se questi sembra non accorgersene, confidando le sue pene d'amore alle altre ragazze.
- Maria (マリア?, Maria)

Doppiata da: Miyuki Sawashiro. Interpretata nel dorama da Nana Katase.
Donna affascinante dai capelli rosa, gestisce una piccola fattoria con la quale rifornisce il villaggio di prodotti come uova, latte e via dicendo. È una donna estremamente sadica che dispensa insulti taglienti gli uomini, in particolare Sister, mentre ha un atteggiamento più da sorella maggiore con le ragazze e i bambini del villaggio. Un tempo era una spia e ha incontrato Sister in guerra.
- Stella (ステラ?, Sutera)

Doppiata da: Chiwa Saitō. Interpretata nel dorama da Eri Tokunaga.
Bambina inglese bionda, proveniente da un orfanotrofio che gestiva Sister. Nonostante le dimensioni minute e l'aspetto è in realtà una lottatrice decisamente forte e tratta con inferiorità le altre persone. Quando è furiosa si trasforma in un gigante dai tratti mascolini, assomigliante (nonché sua parodia) a Raoul di Ken il guerriero.
È innamorata di Sister, motivo per cui è partita dall'Inghilterra e in sua presenza cerca di comportarsi bene. Inizialmente ha un atteggiamento ostile verso Maria, in quanto la crede interessata a Sister, ma poi diventa sua amica. Frequenta la scuola di Kou. I due fratelli la trattano come una sorta di 'boss'.
- Seki Ichinomiya (市ノ宮 積?, Ichinomiya Seki)

Doppiato da: Rikiya Koyama. Interpretato nel dorama da Takaya Kamikawa.
Padre di Kou, capo della compagnia di famiglia. Severo, ha sempre trattato duramente Kou seguendo la regola di famiglia (per esempio comportandosi come un neonato per farsi accudire da Kou, come lui fece in passato). Ciò ha contribuito a instillare nel giovane paura per lui. Dopo essere venuto a conoscenza della nuova vita del figlio e per evitare che il nome della famiglia venga infangato, acquista i terreni attorno al fiume per costruirci. Il suo progetto verrà però bloccato (probabilmente grazie al capo villaggio). Si ritroverà poi in una situazione simile a quella del figlio a inizio serie e incontrerà Nino, che le dirà di come Kou sia più felice ora.
In seguito Seki inizierà ad indagare sul suo conto, ma le indagini verranno bloccate dalle minacce di un uomo misterioso (probabilmente sempre il capo villaggio).
Come Kou ha attacchi d'asma nel caso non riesca a ripagare un debito.
- Terumasa Takai (高井 照正?, Takai Terumasa)

Doppiato da: Chō.
Segretario di Kou. Lo è diventato dopo che la moglie l'ha lasciato e dopo aver ricevuto parole incoraggianti da lui, diventando un suo fedelissimo. Nutre un affetto profondo (forse troppo profondo) verso il ragazzo. Vorrebbe essere considerato da lui come un padre. Non convinto delle azioni di Kou e della presenza di Nino al suo fianco (che provocherà in lui gelosia) cercherà di capire quanto la loro relazione sia vera (ricevendo l'appoggio di Hoshi) ma dopo un bacio fra i due si dichiarerà soddisfatto e continuerà a supportarlo.
- Shimazaki (島崎?, Shimazaki)

Doppiata da: Rie Tanaka.
Assistente personale di Takai. In realtà riceve ordini direttamente da Seki Ichinomiya, senza che Takai lo sappia. Viene minacciata da un uomo misterioso quando indaga sul conto di Nino.
Durante una delle sue visite al fiume per spiare Kou, si prenderà una cotta per Shiro.
- Ultimo Samurai (ラストサムライ?, Rasuto samurai)

Doppiato da: Yūichi Nakamura. Interpretato nel dorama da Taro Suruga.
È il barbiere del villaggio, in grado di tagliare i capelli in pochi secondi. Discende da una famiglia di samurai (da cui ha ereditato la sua spada) e infatti il suo aspetto e il suo comportamento richiamano la cosa. Prima di trasferirsi sotto il ponte era un famoso parrucchiere che aveva un gran successo con le sue clienti.
- Billy (ビリー?, Birī)

Doppiato da: Fumihiko Tachiki. Interpretato nel dorama da Norihisa Hiranuma.
Un uomo con la testa di pappagallo. Faceva parte di un gruppo della Yakuza ed era rispettato da tutti. È stato costretto però a lasciarlo quando s'innamorò della moglie del boss, Jacqueline. Il suo comportamento riceve a volte l'ammirazione di Kou e Hoshi.
- Jacqueline (ジャクリーン?, Jakurīn)

Doppiata da: Yūko Gotō. Interpretato nel dorama da Kurume Arisaka.
Donna con indosso un costume da ape, gestisce il salone di bellezza del villaggio. Ha una relazione "proibita" con Billy: era infatti la moglie del boss del gruppo di Yakuza di cui faceva parte Billy e per questo sono dovuti scappare.
- Capitano delle Forze di Difesa Terrestri (地球防衛軍隊長?, Chikyuu Boueigun Taichō)

Doppiato da: Tomokazu Seki.
Crede di essere il capitano delle forze di difesa terrestre e di dover protegger quindi il pianeta dall'assalto dei venusiani (di cui Nino sarebbe un'agente mandata in avanscoperta). È in realtà un mangaka il cui pseudonimo è Potechi Kuwabara, fuggito dal suo lavoro in quanto vorrebbe realizzare delle opere di fantascienza ma è costretto dai suoi editori a fare manga moe. Più tardi realizzerà il suo sogno, pubblicando un manga di nome "Galaxy under the Bridge", usando gli abitanti di Arakawa come base per i suoi personaggi.
- Amazzone (アマゾネス?, Amazonesu)

Doppiata da: Yū Kobayashi.
Guerriera amazzone che vive nella prefettura di Saitama. Indossa un trucco pesante. Assieme ai suoi scagnozzi (che indossano delle maschere da tengu) difende il tesoro delle amazzoni (in realtà dei dolcetti tipici di Saitama). Ha una personalità che varia da quella di una burbera amazzone a quella di una fastidiosa studentessa. Si innamorerà di Kou, cercando di farlo suo a tutti i costi. Kou verrà ipnotizzato dai tengu e gli verrà fatto credere di essere sposato con Amazzone. Nino e Hoshi spezzeranno però l'ipnosi e Amazzone finirà per innamorarsi di Hoshi.

## Musica
Arakawa Under the Bridge
Sigla d'apertura:
- Venus to Jesus (ヴィーナスとジーザス?) di Etsuko Yakushimaru
- Title Nante Jibun de Kangaenasai na (タイトルなんて自分で考えなさいな?) di Miyuki Sawashiro (Episodio 5)

Sigla di chiusura:
- Sakasama Burijji (逆様ブリッジ?) di Suneohair

Arakawa Under the Bridge × Bridge
Sigla d'apertura:
- Cosmos vs. Alien (ヴィーナスとジーザス?) di Etsuko Yakushimaru
- Kou-sama Go! Summer!! ~Iya, Yuku no wa Kinsei Dakara~ (行様☆Go!Summer! ~いや,行くのは金星だから~?) di Cho (Episodio 10)

Sigla di chiusura:
- Akai Coat (赤いコート?) di Suneohair.